# Copa América 2019

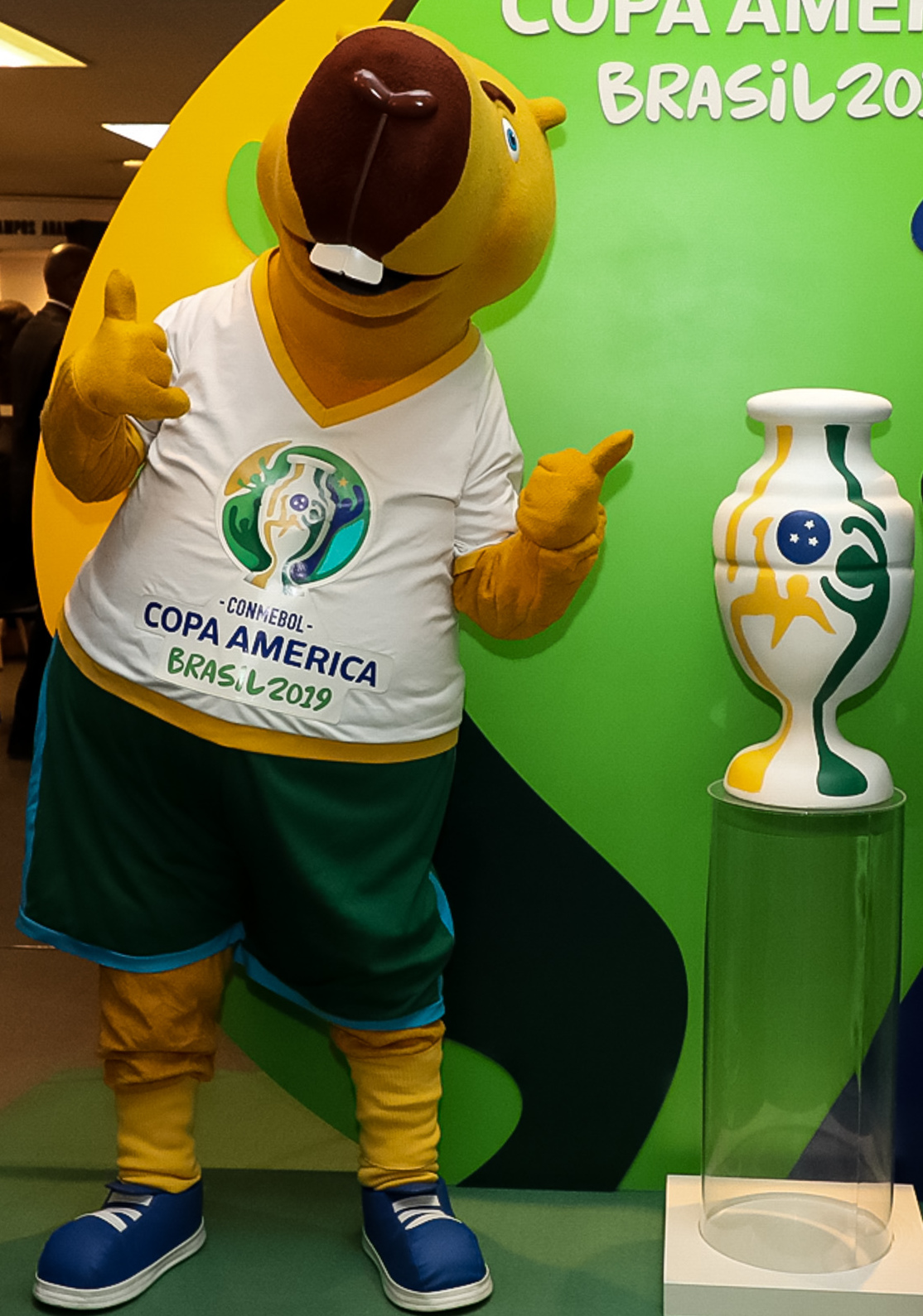
Zizito, das Maskottchen der Copa América 2019

Die Copa América 2019 war die 46. Ausspielung der südamerikanischen Kontinentalmeisterschaft im Fußball und fand zum fünften Mal nach 1919, 1922, 1949 und 1989 in Brasilien statt. Titelverteidiger war Chile, das sowohl die Austragung 2015 als auch die Sonderausgabe 2016 gewann. Mit Japan und Katar nahmen zwei Gastmannschaften aus dem asiatischen Fußballverband an dem Turnier teil.

## Wahl des Austragungsortes
Nach dem Rotationsprinzip des südamerikanischen Fußballverbandes CONMEBOL, das eine Austragung in allen Mitgliedsverbänden nacheinander in alphabetischer Reihenfolge vorsieht, sollte ursprünglich Brasilien die Copa América 2015 und Chile die Copa América 2019 veranstalten. Aufgrund der Austragung des Konföderationen-Pokals 2013, der Fußball-WM 2014 und der Olympischen Sommerspiele 2016 wollte Brasilien das Turnier nicht austragen. Brasilien und Chile diskutierten über einen Tausch, Chile sollte 2015 austragen, Brasilien 2019. Am 24. März 2012 gaben die Präsidenten der nationalen Fußballverbände Brasiliens und Chiles eine entsprechende Vereinbarung bekannt. Sie wurde von der CONMEBOL bestätigt.
Im Juli 2018 wurde bekanntgegeben, dass die ursprünglich vorgesehenen Spieltage (14. Juni bis 7. Juli) um eine Woche vorverlegt wurden und das Endspiel am 30. Juni 2019 stattfinden soll. Am 17. September 2018 gab der Verband bekannt, an der ursprünglichen Terminierung festzuhalten.

## Teilnehmer
Alle zehn CONMEBOL-Mitgliedsverbände waren automatisch für das Turnier qualifiziert. Da für die Gruppenphase zwölf Mannschaften benötigt werden, wurden wie bereits in der Vergangenheit zwei zusätzliche Teilnehmer eingeladen. Neben Japan – das bereits 1999 teilnahm – ist dies erstmals auch Katar – WM-Gastgeber von 2022. Mexiko, das sonst regelmäßig teilnahm, wurde nicht berücksichtigt, da sich das Turnier zeitlich mit dem CONCACAF Gold Cup 2019 überschnitt.
| Argentinien              | Ecuador                | Paraguay  |
| Bolivien                 | Japan (Gastmannschaft) | Peru      |
| Brasilien (Gastgeber)    | Katar (Gastmannschaft) | Uruguay   |
| Chile (Titelverteidiger) | Kolumbien              | Venezuela |

## Spielorte
Am 17. September 2018 wurden die ersten Austragungsorte bekannt gegeben. Das Eröffnungsspiel zwischen Brasilien und der Auswahl von Bolivien (3:0) fand im Estádio do Morumbi in São Paulo statt, die Halbfinals werden in der Arena do Grêmio in Porto Alegre sowie in Belo Horizonte im Mineirão, das Finale im Maracanã in Rio de Janeiro ausgetragen.
| Belo Horizonte |

| Porto Alegre |

| São Paulo |

| Rio de Janeiro |

| Salvador |

| Belo Horizonte |

| Porto Alegre |

| São Paulo |

| Rio de Janeiro |

| Salvador |

## Zuschauer
Das erste Kontingent an Eintrittskarten in Höhe von 101.852 Stück, soll laut Gastgeber Brasilien innerhalb von 24 Stunden verkauft gewesen sein.

## Gruppenphase
Die Auslosung der Gruppenphase fand am 24. Januar 2019 statt.

### Modus
Die Gruppensieger und- zweiten sowie die zwei besten Gruppendritten qualifizierten sich für das Viertelfinale. Bei Punktgleichheit kamen folgende Entscheidungsregeln zum Einsatz:
1. Tordifferenz aus allen Gruppenspielen;
2. Anzahl erzielter Tore aus allen Gruppenspielen;
3. Punkte im direkten Vergleich zwischen den punktgleichen Teams;
4. Tordifferenz aus direkten Vergleich zwischen den punktgleichen Teams;
5. Anzahl erzielter Tore in Direktbegegnungen der punktgleichen Teams;
6. Fair-Play-Punkte aus allen Gruppenspielen (ein Spieler kann pro Spiel nur einmalig Minuspunkte erhalten): Gelbe Karte: −1 Punkt; Gelb-Rote-Karte: −3 Punkte; Rote Karte: −4 Punkte; Rote Karte und Verwarnung: −5 Punkte
7. Losentscheid.

### Gruppe A
| Pl. | Land      | Sp. | S | U | N | Tore    | Diff. | Punkte |
| --- | --------- | --- | - | - | - | ------- | ----- | ------ |
| 1.  | Brasilien | 3   | 2 | 1 | 0 | 008:000 | +8    | 07     |
| 2.  | Venezuela | 3   | 1 | 2 | 0 | 003:100 | +2    | 05     |
| 3.  | Peru      | 3   | 1 | 1 | 1 | 003:600 | −3    | 04     |
| 4.  | Bolivien  | 3   | 0 | 0 | 3 | 002:900 | −7    | 0      |

1. Spieltag
|                                |   |          |           |
| 14. Juni im Estádio do Morumbi |   |          |           |
| Brasilien                      | – | Bolivien | 3:0 (0:0) |
| 15. Juni im Arena do Grêmio    |   |          |           |
| Venezuela                      | – | Peru     | 0:0       |

2. Spieltag
|                              |   |           |           |
| 18. Juni im Maracanã         |   |           |           |
| Bolivien                     | – | Peru      | 1:3 (1:1) |
| 18. Juni im Arena Fonte Nova |   |           |           |
| Brasilien                    | – | Venezuela | 0:0       |

3. Spieltag
|                               |   |           |           |
| 22. Juni im Arena Corinthians |   |           |           |
| Peru                          | – | Brasilien | 0:5 (0:3) |
| 22. Juni im Mineirão          |   |           |           |
| Bolivien                      | – | Venezuela | 1:3 (0:1) |

### Gruppe B
| Pl. | Land        | Sp. | S | U | N | Tore    | Diff. | Punkte |
| --- | ----------- | --- | - | - | - | ------- | ----- | ------ |
| 1.  | Kolumbien   | 3   | 3 | 0 | 0 | 004:000 | +4    | 09     |
| 2.  | Argentinien | 3   | 1 | 1 | 1 | 003:300 | ±0    | 04     |
| 3.  | Paraguay    | 3   | 0 | 2 | 1 | 003:400 | −1    | 02     |
| 4.  | Katar       | 3   | 0 | 1 | 2 | 002:500 | −3    | 01     |

1. Spieltag
|                              |   |           |           |
| 15. Juni im Arena Fonte Nova |   |           |           |
| Argentinien                  | – | Kolumbien | 0:2 (0:0) |
| 16. Juni im Maracanã         |   |           |           |
| Paraguay                     | – | Katar     | 2:2 (1:0) |

2. Spieltag
|                                |   |          |           |
| 19. Juni im Estádio do Morumbi |   |          |           |
| Kolumbien                      | – | Katar    | 1:0 (0:0) |
| 19. Juni im Mineirão           |   |          |           |
| Argentinien                    | – | Paraguay | 1:1 (0:1) |

3. Spieltag
|                              |   |             |           |
| 23. Juni im Arena do Grêmio  |   |             |           |
| Katar                        | – | Argentinien | 0:2 (0:1) |
| 23. Juni im Arena Fonte Nova |   |             |           |
| Kolumbien                    | – | Paraguay    | 1:0 (1:0) |

### Gruppe C
| Pl. | Land    | Sp. | S | U | N | Tore    | Diff. | Punkte |
| --- | ------- | --- | - | - | - | ------- | ----- | ------ |
| 1.  | Uruguay | 3   | 2 | 1 | 0 | 007:200 | +5    | 07     |
| 2.  | Chile   | 3   | 2 | 0 | 1 | 006:200 | +4    | 06     |
| 3.  | Japan   | 3   | 0 | 2 | 1 | 003:700 | −4    | 02     |
| 4.  | Ecuador | 3   | 0 | 1 | 2 | 002:700 | −5    | 01     |

1. Spieltag
|                                |   |         |           |
| 16. Juni im Mineirão           |   |         |           |
| Uruguay                        | – | Ecuador | 4:0 (3:0) |
| 17. Juni im Estádio do Morumbi |   |         |           |
| Japan                          | – | Chile   | 0:4 (0:1) |

2. Spieltag
|                              |   |       |           |
| 20. Juni im Arena do Grêmio  |   |       |           |
| Uruguay                      | – | Japan | 2:2 (1:1) |
| 21. Juni im Arena Fonte Nova |   |       |           |
| Ecuador                      | – | Chile | 1:2 (1:1) |

3. Spieltag
|                      |   |         |           |
| 24. Juni im Maracanã |   |         |           |
| Chile                | – | Uruguay | 0:1 (0:0) |
| 24. Juni im Mineirão |   |         |           |
| Ecuador              | – | Japan   | 1:1 (1:1) |

### Tabelle der Gruppendritten
| Pl. | Land (Gruppe) | Sp. | S | U | N | Tore    | Diff. | Punkte |
| --- | ------------- | --- | - | - | - | ------- | ----- | ------ |
| 1.  | Peru (A)      | 3   | 1 | 1 | 1 | 003:600 | −3    | 04     |
| 2.  | Paraguay (B)  | 3   | 0 | 2 | 1 | 003:400 | −1    | 02     |
| 3.  | Japan (C)     | 3   | 0 | 2 | 1 | 003:700 | −4    | 02     |

## Finalrunde
In der Finalrunde wurde der Sieger bei einem Unentschieden nach der regulären Spieldauer wie folgt ermittelt:
- In den Viertelfinalspielen folgte ein direktes Elfmeterschießen. Es gab keine Verlängerung.
- In den Halbfinalspielen sowie dem Spiel um Platz 3 und im Finale wurde eine reguläre 30-minütige Verlängerung gespielt. Sollte nach dieser Zeit das Spiel unentschieden stehen, folgte ein Elfmeterschießen.

|  | Viertelfinale | Viertelfinale |              |              | Halbfinale       | Halbfinale |  |  | Finale       | Finale       |
|  |               |               |              |              |                  |            |  |  |              |              |
|  | 27. Juni 2019 |               |              |              |                  |            |  |  |              |              |
|  | Brasilien     | 10 (4) E      |              |              |                  |            |  |  |              |              |
|  | Brasilien     | 10 (4) E      | 2. Juli 2019 |              |                  |            |  |  |              |              |
|  | Paraguay      | 0 (3)         |              |              |                  |            |  |  |              |              |
|  | Paraguay      | 0 (3)         | Brasilien    | 2            |                  |            |  |  |              |              |
|  |               |               | Brasilien    | 2            |                  |            |  |  |              |              |
|  |               | Argentinien   | 0            |              |                  |            |  |  |              |              |
|  | Venezuela     | Argentinien   | 0            | 0            |                  |            |  |  |              |              |
|  | Venezuela     |               |              | 0            |                  |            |  |  |              |              |
|  | Argentinien   | 2             |              | 7. Juli 2019 | 7. Juli 2019     |            |  |  |              |              |
|  | 28. Juni 2019 | 28. Juni 2019 | Brasilien    | 3            |                  |            |  |  |              |              |
|  | 28. Juni 2019 | 28. Juni 2019 |              | Peru         | 1                |            |  |  |              |              |
|  | Kolumbien     | 0 (4)         |              |              |                  |            |  |  |              |              |
|  | Chile         | 10 (5) E      |              |              |                  |            |  |  |              |              |
|  | Chile         | 10 (5) E      | Chile        | 0            |                  |            |  |  |              |              |
|  |               |               | Chile        | 0            | Spiel um Platz 3 |            |  |  |              |              |
|  |               | Peru          | 3            |              |                  |            |  |  |              |              |
|  | Uruguay       | Peru          | 3            | 0 (4)        | Argentinien      | 2          |  |  |              |              |
|  | Uruguay       | 3. Juli 2019  |              | 0 (4)        | Argentinien      | 2          |  |  |              |              |
|  | Peru          | 10 (5) E      |              | Chile        | 1                |            |  |  |              |              |
|  | Peru          | 10 (5) E      |              |              | 1                |            |  |  |              |              |
|  | 29. Juni 2019 | 29. Juni 2019 |              |              |                  |            |  |  | 6. Juli 2019 | 6. Juli 2019 |

E Sieg im Elfmeterschießen

### Viertelfinale
|                                                                           |   |             |                |
| 27. Juni 2019 um 21:30 Uhr (28. Juni um 02:30 Uhr MESZ) in Porto Alegre   |   |             |                |
| Brasilien                                                                 | – | Paraguay    | 0:0, 4:3 i. E. |
| 28. Juni 2019 um 16:00 Uhr (28. Juni um 21:00 Uhr MESZ) in Rio de Janeiro |   |             |                |
| Venezuela                                                                 | – | Argentinien | 0:2 (0:1)      |
| 28. Juni 2019 um 20:00 Uhr (29. Juni um 01:00 Uhr MESZ) in São Paulo      |   |             |                |
| Kolumbien                                                                 | – | Chile       | 0:0, 4:5 i. E. |
| 29. Juni 2019 um 16:00 Uhr (29. Juni um 21:00 Uhr MESZ) in Salvador       |   |             |                |
| Uruguay                                                                   | – | Peru        | 0:0, 4:5 i. E. |

### Halbfinale
|                                                                         |   |             |           |
| 2. Juli 2019 um 21:30 Uhr (3. Juli um 02:30 Uhr MESZ) in Belo Horizonte |   |             |           |
| Brasilien                                                               | – | Argentinien | 2:0 (1:0) |
| 3. Juli 2019 um 21:30 Uhr (4. Juli um 02:30 Uhr MESZ) in Porto Alegre   |   |             |           |
| Chile                                                                   | – | Peru        | 0:3 (0:2) |

### Spiel um Platz 3
|                                                                    |   |       |           |
| 6. Juli 2019 um 16:00 Uhr (6. Juli um 21:00 Uhr MESZ) in São Paulo |   |       |           |
| Argentinien                                                        | – | Chile | 2:1 (2:0) |

### Finale
|                                                                         |   |      |           |
| 7. Juli 2019 um 17:00 Uhr (7. Juli um 22:00 Uhr MESZ) in Rio de Janeiro |   |      |           |
| Brasilien                                                               | – | Peru | 3:1 (2:1) |

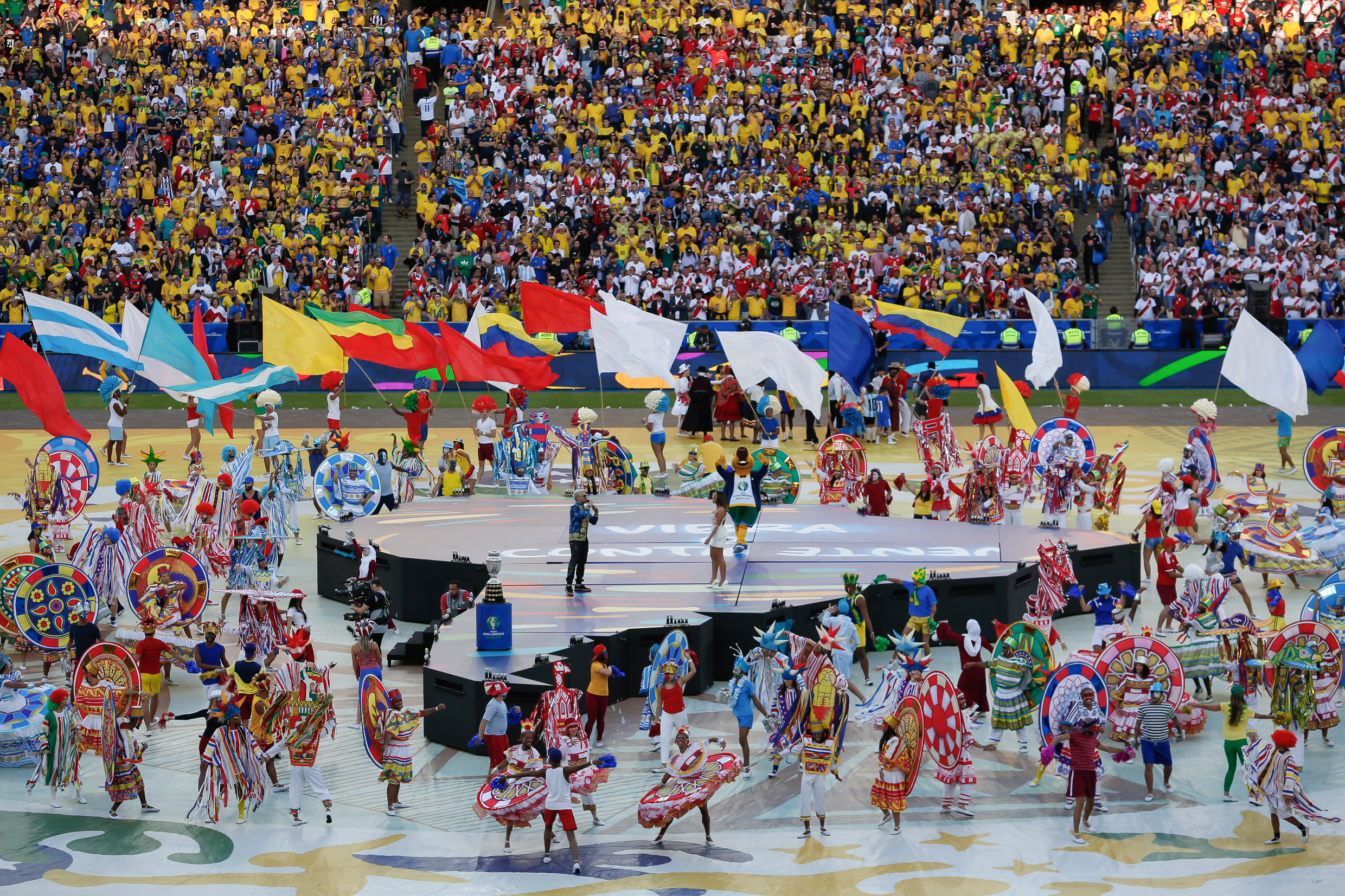
Abschlussfeier vor dem Spiel
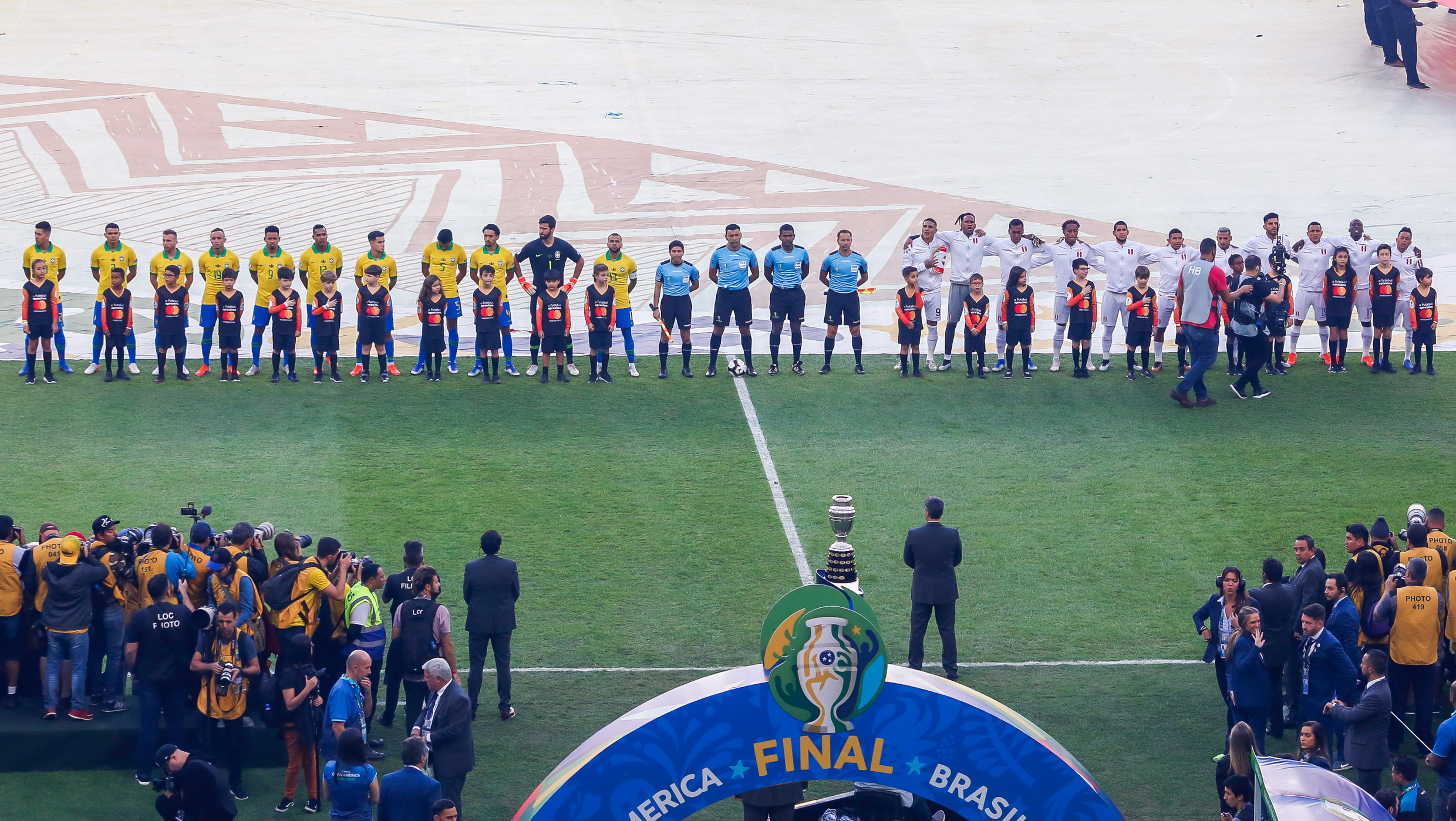
Die brasilianische und peruanische Fußballnationalmannschaft vor Spielbeginn
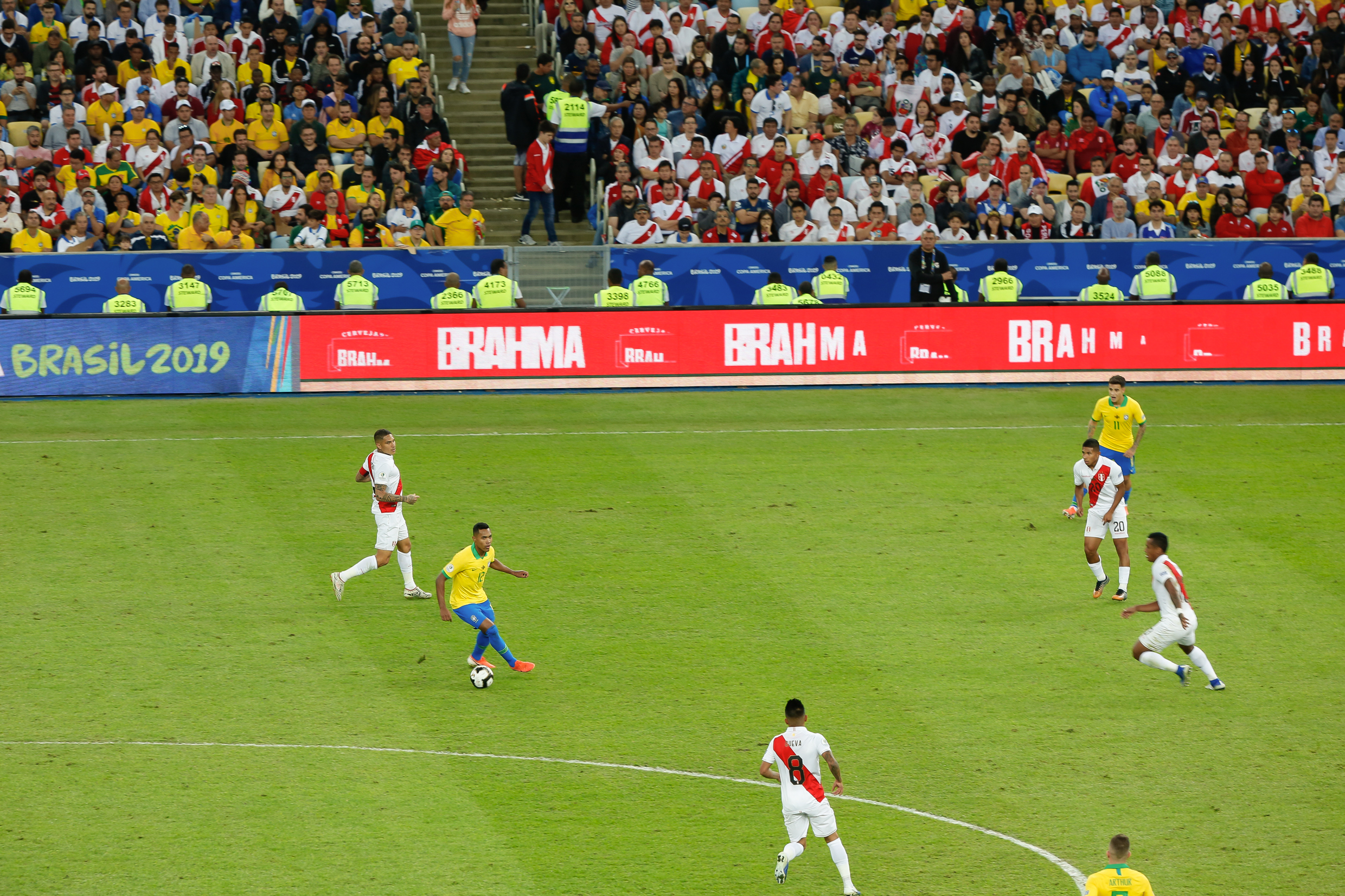
Szene aus dem Spiel
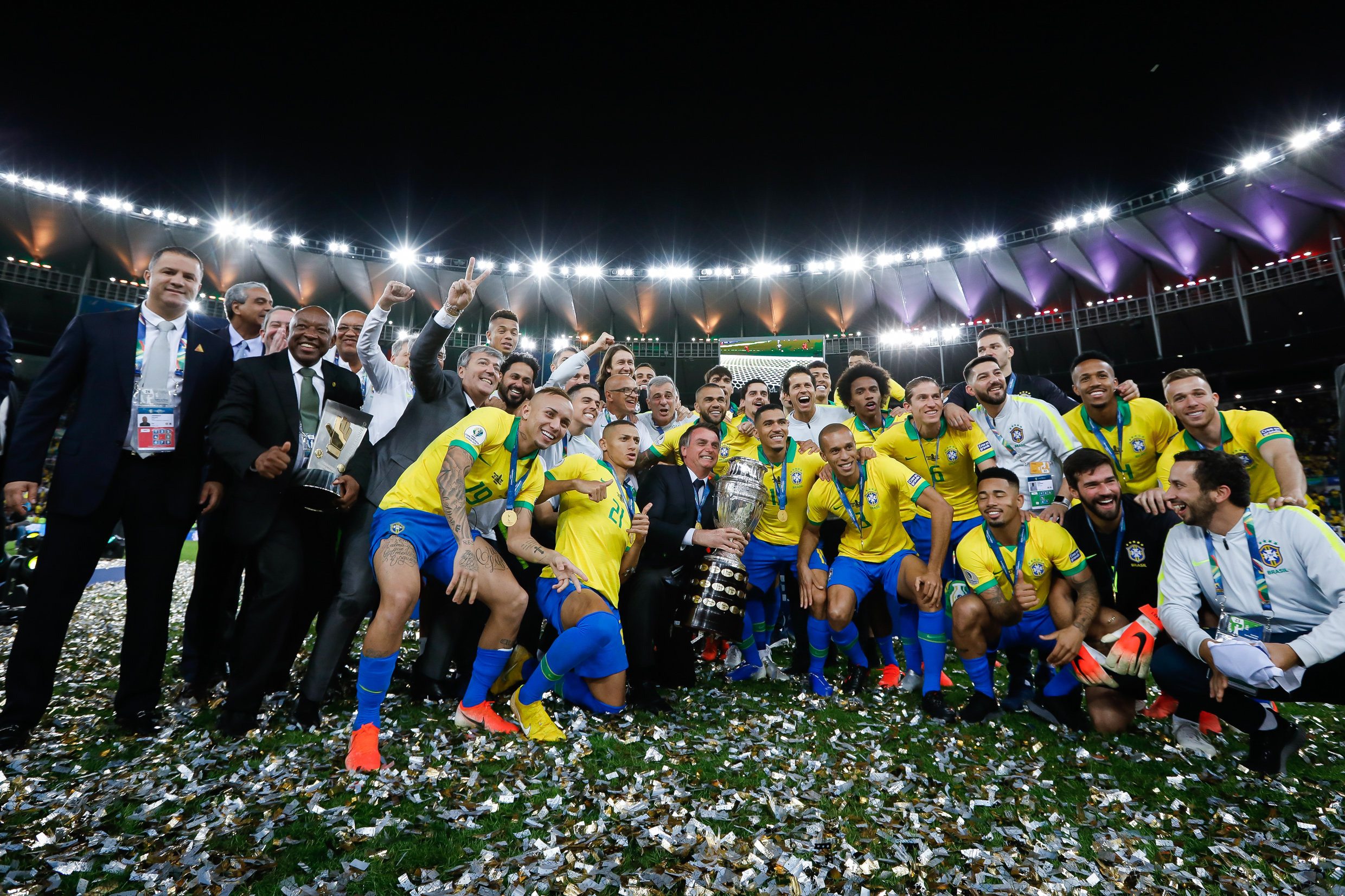
Die brasilianische Fußballnationalmannschaft feiert den Sieg

## Auszeichnungen

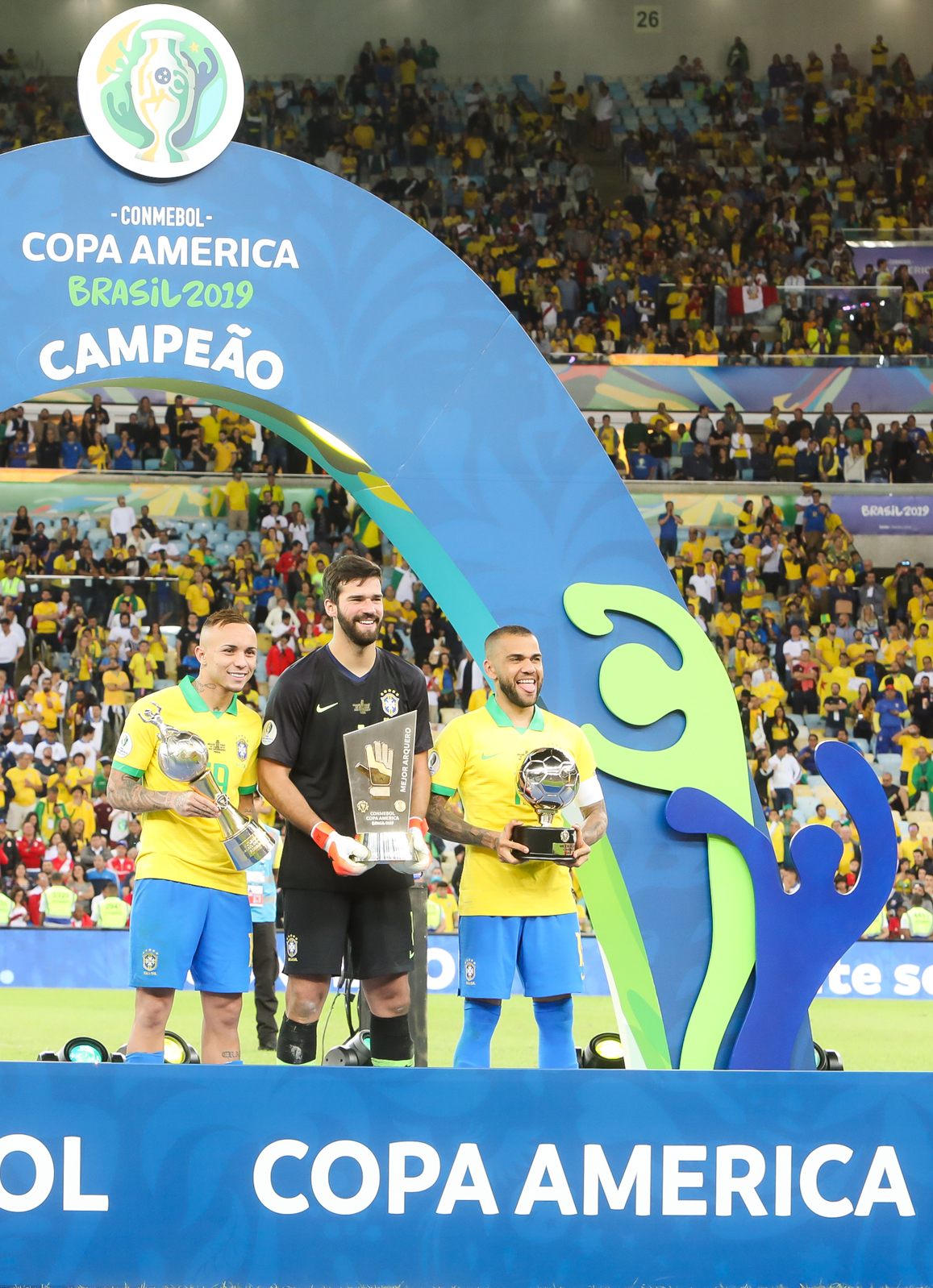
Von links nach rechts: Everton, Alisson und Dani Alves.

### Bester Spieler
- Dani Alves wurde zum besten Spieler des Turniers gekürt.[10]

### Torschützenkönig
- Everton wurde mit drei Toren Torschützenkönig des Turniers. Er erzielte im Eröffnungsspiel gegen Bolivien, im Gruppenspiel gegen Peru sowie im Finale gegen Peru jeweils ein Tor. In den beiden letztgenannten Spielen wurde er jeweils auch zum Man of the Match gewählt. Wie der Peruaner Paolo Guerrero lieferte Everton neben drei Treffern auch eine Vorlage. Er benötigte dafür jedoch weniger Einsatzminuten während des Turniers und wurde daher aufgrund seiner höheren Effektivität mit dem Goldenen Schuh ausgezeichnet.[10][11]

### Bester Torhüter
- Alisson wurde zum besten Torhüter des Turniers ernannt. In sechs Spielen blieb er fünfmal ohne Gegentreffer und hatte somit großen Anteil am Titelgewinn. Erst Paolo Guerrero konnte ihn im Finale überwinden.[10]

### Fairplay-Preis
- Brasilien erhielt die Auszeichnung als fairste Mannschaft im Turnier.[10]

### Mannschaft des Turniers
Zudem stellte die Technische Kommission die Mannschaft des Turniers zusammen:
| Torhüter | Abwehr                                                   | Mittelfeld                               | Stürmer                                |
| -------- | -------------------------------------------------------- | ---------------------------------------- | -------------------------------------- |
| Alisson  | Dani Alves José María Giménez Thiago Silva Miguel Trauco | Arthur Melo Leandro Paredes Arturo Vidal | James Rodríguez Paolo Guerrero Everton |

## Beste Torschützen
Nachfolgend sind die besten Torschützen des Turniers gelistet. Bei gleicher Trefferanzahl sind die Spieler alphabetisch geordnet.
| Rang | Spieler           | Tore |
| ---- | ----------------- | ---- |
| 1    | Everton           | 3    |
|      | Paolo Guerrero    | 3    |
| 3    | Sergio Agüero     | 2    |
|      | Edinson Cavani    | 2    |
|      | Philippe Coutinho | 2    |
|      | Roberto Firmino   | 2    |
|      | Edison Flores     | 2    |
|      | Gabriel Jesus     | 2    |
|      | Darwin Machís     | 2    |
|      | Lautaro Martínez  | 2    |
|      | Kōji Miyoshi      | 2    |
|      | Alexis Sánchez    | 2    |
|      | Luis Suárez       | 2    |
|      | Eduardo Vargas    | 2    |
|      | Duván Zapata      | 2    |
| 16   | 26 Spieler        | 1    |

Hinzu kommen zwei Eigentore: Rodrigo Rojas (Paraguay) im ersten Gruppenspiel gegen Katar sowie Arturo Mina (Ecuador) im ersten Gruppenspiel gegen Uruguay.

## Schiedsrichter
Am 21. März 2019 nominierte der südamerikanische Fußballverband CONMEBOL 23 Schiedsrichter und 23 Assistenten.
| Land        | Schiedsrichter                                          | Schiedsrichterassistenten                                   |
| ----------- | ------------------------------------------------------- | ----------------------------------------------------------- |
| Argentinien | - Néstor Pitana - Fernando Rapallini - Patricio Loustau | - Hernán Maidana - Juan Pablo Belatti - Ezequiel Brailovsky |
| Bolivien    | - Gery Vargas                                           | - José Antelo - Edwar Saavedra                              |
| Brasilien   | - Wilton Sampaio - Raphael Claus - Anderson Daronco     | - Rodrigo Correa - Marcelo van Gasse - Kléber Gil           |
| Chile       | - Roberto Tobar - Julio Bascuñán - Piero Maza           | - Christian Schiemann - Claudio Ríos                        |
| Ecuador     | - Roddy Zambrano - Carlos Orbe                          | - Christian Lescano - Byron Romero                          |
| Kolumbien   | - Wilmar Roldán - Andrés Rojas - Nicolás Gallo          | - Alexander Guzmán - Wilmar Navarro - Jhon León             |
| Paraguay    | - Mario Díaz de Vivar - Arnaldo Samaniego               | - Eduardo Cardozo - Darío Gaona                             |
| Peru        | - Diego Haro - Víctor Carrillo                          | - Jonny Bossio - Víctor Ráez                                |
| Uruguay     | - Esteban Ostojich - Leodán González                    | - Nicolás Tarán - Richard Trinidad                          |
| Venezuela   | - Alexis Herrera - Jesús Valenzuela                     | - Carlos López - Luis Murillo                               |

## Eklat
Nach seinem Platzverweis im Spiel um Platz 3 äußerte der Argentinier Lionel Messi starke Kritik an den Schiedsrichterleistungen bei der Copa América und dem seiner Ansicht nach zu großen Einfluss des brasilianischen Verbandes in der CONMEBOL. „Wir sollten an dieser Korruption nicht teilnehmen. Wir haben die Nase voll […] von der Korruption, den Schiedsrichtern und allem, was das Spektakel verdirbt. Korruption und die Schiedsrichter lassen die Fans nicht den Fußball genießen.“ Die CONMEBOL wies die Vorwürfe als „inakzeptable“ und „unbegründeten Anschuldigungen“ zurück. „Im Fußball verliert man und gewinnt man manchmal. Eine der Grundpfeiler des Fair Play ist es, die Ergebnisse und die Schiedsrichterentscheidungen mit Respekt zu akzeptieren.“

## Fernsehübertragung
In Deutschland, Österreich und der Schweiz wurden die Rechte zur Liveübertragung vom gebührenpflichtigen Streamingdienst DAZN erworben. Sämtliche vergangene Spiele des Turniers werden bei DAZN zudem als Video-on-Demand angeboten. Für das Eröffnungsspiel kommentierten Marcel Seufert und Michael Hofmann. Für das Finale kommentierten Marcel Seufert und Jonas Boldt.